# Árchez
Árchez è un comune spagnolo di 353 abitanti situato nella comunità autonoma dell'Andalusia.